# 제대혈
제대혈(臍帶血, 탯줄피, cord blood)은 탯줄의 조직에 있는 혈액으로, 조혈 줄기 세포가 다량 함유되어 있다. 백혈병이나 재생 불량성 빈혈 등 난치성 혈액 질환을 근본적으로 치료하는 방법 중에 하나인 조혈 줄기 세포 이식에 쓰이고 줄기 세포의 공급원으로서 골수 및 줄기세포 동원 말초혈과 함께 사용된다. 제대혈은 혈액을 제공하는 사람의 부담이 거의 없어서 효과적인 공급원이라고 할 수 있다.
최근 조혈 줄기 세포 이외의 체질 줄기 세포인 간엽계 줄기 세포가 대혈중으로부터 발견되었다. 지금까지는 간엽계 줄기 세포는 골수 중에 존재하는 것만 보고되었으나, 제대혈도 간엽계 줄기 세포의 공급원으로서 뼈나 연골의 조직 공학적 재생 또는 재생 의료에의 임상에 적용할 수 있는 가능성이 나타났다. 또한 신경 세포와 간 세포, 표피 세포 등 훨씬 광범위한 범위의 조직을 재생할 수 있어서 세계 각국에서 많은 연구를 진행 중이다.